# Teufelshorn
Teufelshorn to szczyt w grupie Glocknergruppe, w Wysokich Taurach w Alpach Wschodnich. Jest kulminacją w grzbiecie Grossglocknera, tuż obok niego leży bliźniaczy szczyt Glocknerhorn (3677 m). Leży na granicy dwóch austriackich krajów związkowych: Tyrolu i Karyntii.
Pierwszego wejścia, 8 sierpnia 1884 r., dokonali Moritz von Kuffner, Christian Ranggetiner, E. Rubesoier. Glocknerhorn zdobyty został po raz pierwszy 29 sierpnia 1879 przez Gustava Grögera i Christiana Ranggetinera.
W pobliżu leży lodowiec Pasterze.